# Galeruca haagi
Galeruca haagi (лат.) — вид листоедов (Chrysomelidae) из подсемейства козявок (Galerucinae). Единственный вид в подроде Galerotoma рода Galeruca.

## Описание
Длита тела 8.0—10.5 мм. Надкрылья темно-красные или коричневые, Переднеспинка коричневая, в её центре имеется большое размытое черноватое пятно.

## Распространение
Встречаются на Пиренейском полуострове и в Марокко.